# (1555) Dejan
(1555) Dejan es un asteroide que forma parte del cinturón de asteroides y fue descubierto por Fernand Rigaux desde el Real Observatorio de Bélgica, Uccle, el 15 de septiembre de 1941.

## Designación y nombre
Dejan se designó al principio como 1941 SA.
Más adelante fue nombrado en honor de un hijo del astrónomo yugoslavo Petar Đurković (1908-1981).

## Características orbitales
Dejan está situado a una distancia media de 2,688 ua del Sol, pudiendo acercarse hasta 1,944 ua. Tiene una inclinación orbital de 6,02° y una excentricidad de 0,2769. Emplea en completar una órbita alrededor del Sol 1610 días.